# Kárpáti sisakvirág
A kárpáti sisakvirág (Aconitum moldavicum) a boglárkafélék családjába tartozó, Európában honos, hegyvidéki erdőkben élő, mérgező növényfaj.

## Megjelenése
A kárpáti sisakvirág 60–120 cm magas, lágyszárú, évelő növény. A talajban található ferdén hengeres, elágazó gyöktörzse, amelyből minden évben kihajt a szára. Szára végig leveles, felül elágazhat. Levelei tenyeresen szeldeltek, nagyjából a kétharmadukig osztottak, a sallangok fogasak vagy hasogatottak. 
Virágzata összetett fürt, amelyet kétoldalian szimmetrikus (zigomorf), sisak alakú, sötétibolya színű virágok alkotnak. A sisak a szélességénél 2-3-szor hosszabb, zsákszerűen megnyúlt. A sisakot az összeforrt csészelevelek alkotják, bennük helyezkedik el a helyezkedik el két hosszú nyelű, kunkorodó csúcsú, sarkantyús szirom; a másik két sziromlevél alsó ajkat formáz. 
Termése 3–5-ösével álló tüszőcsokor. Magvai tompa szélűek, feketék.
Két alfaja ismert, az A. m. moldavicum és az A. m. hosteanum.  

### Hasonló fajok
A szintén védett karcsú sisakvirág hasonlít hozzá, amelynek virágai kékesibolyás színűek, levelei pedig a főérig szeldeltek. 

## Elterjedése és élőhelye
Európában honos, az Északi- és Északkeleti-Kárpátokban, illetve a környező középhegységekben (Magyarország, Szlovákia, Lengyelország, Ukrajna, Románia). Magyarországon a Bükkben, a Mátrában és Hegyalján ismertek állományai.  
Hegyvidéki bükkösökben, gyertyános-tölgyesekben, égerligetekben él. Júniustól szeptemberig virágzik. 
Magyarországon védett, természetvédelmi értéke 50 000 Ft. 

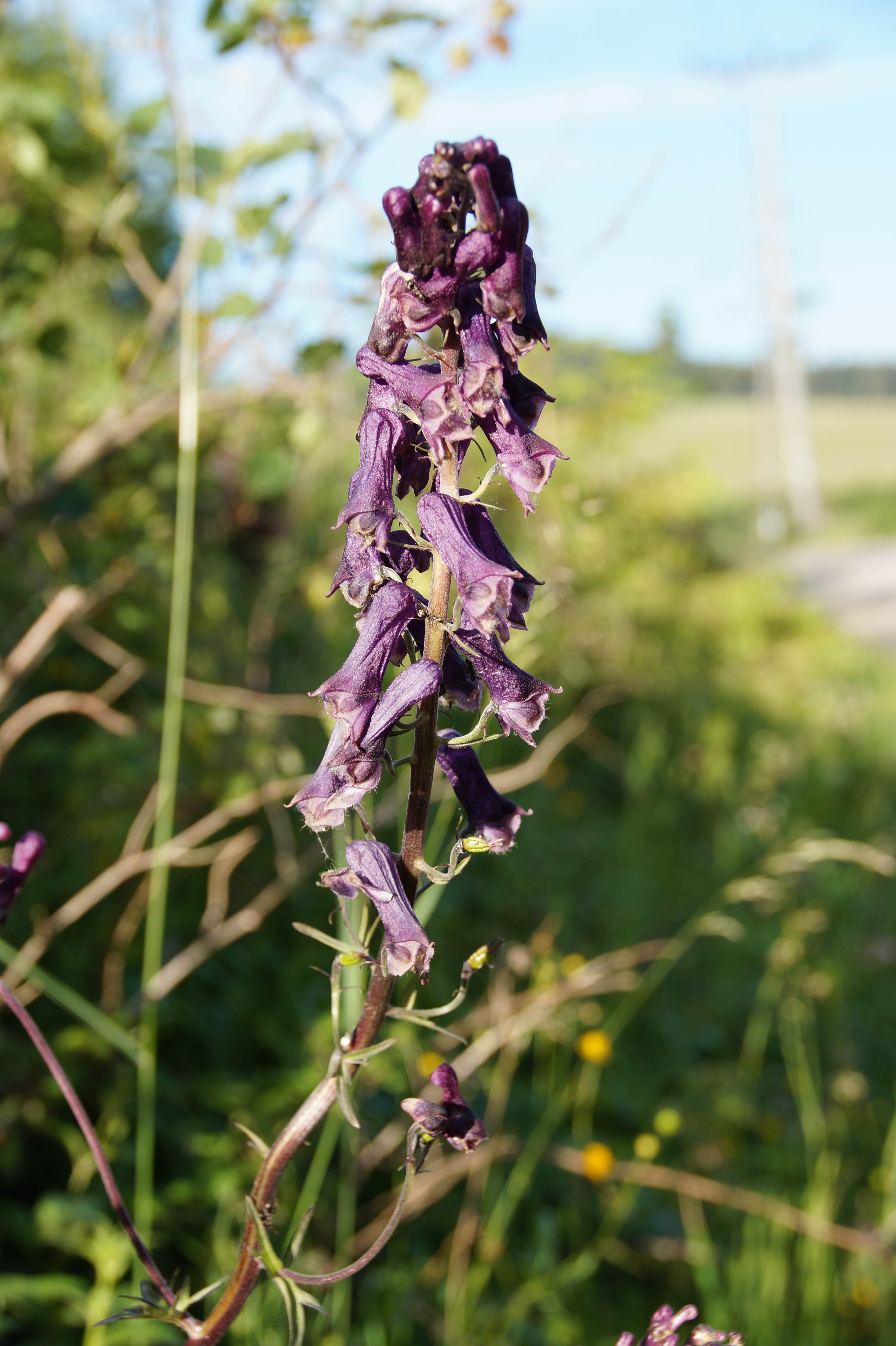
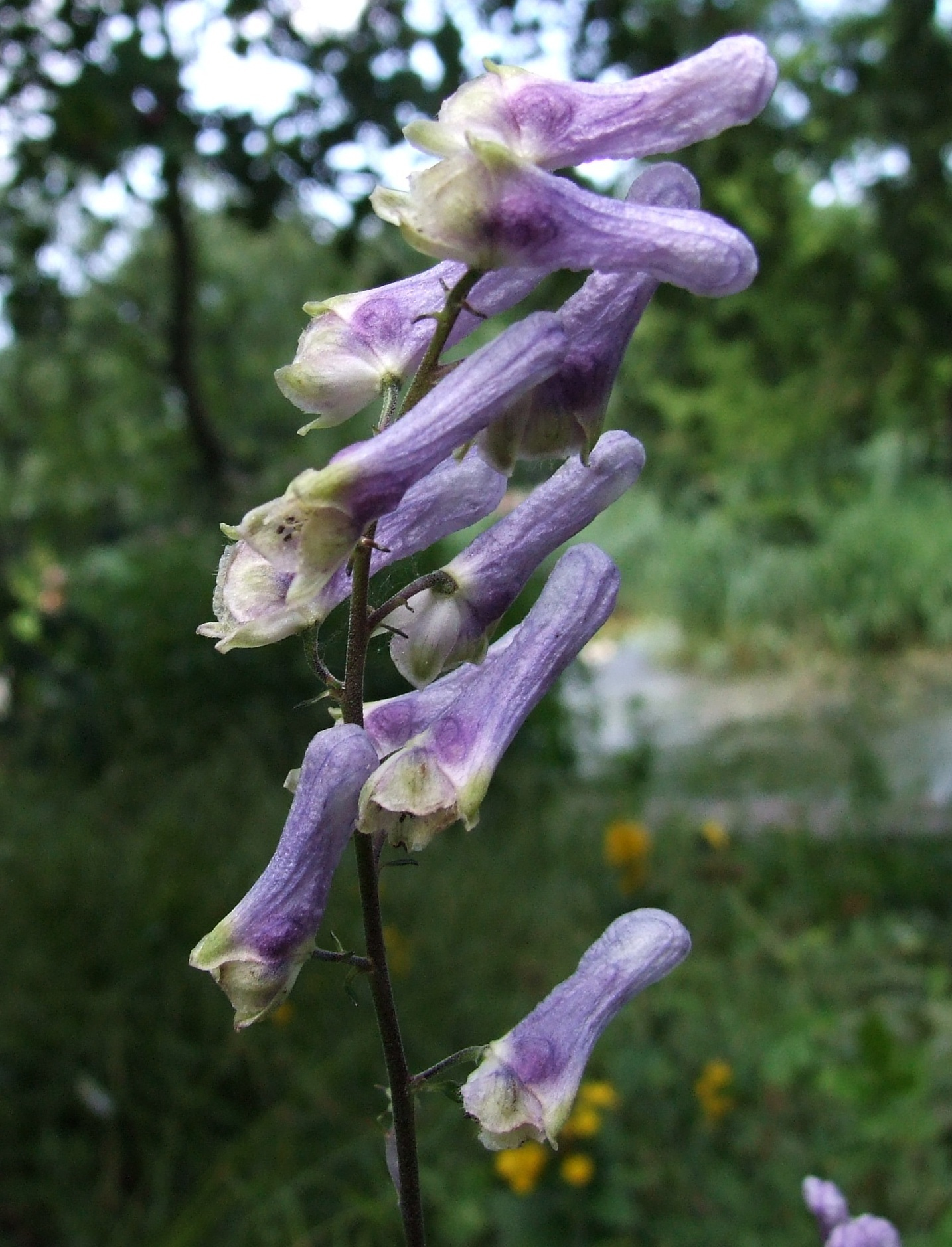
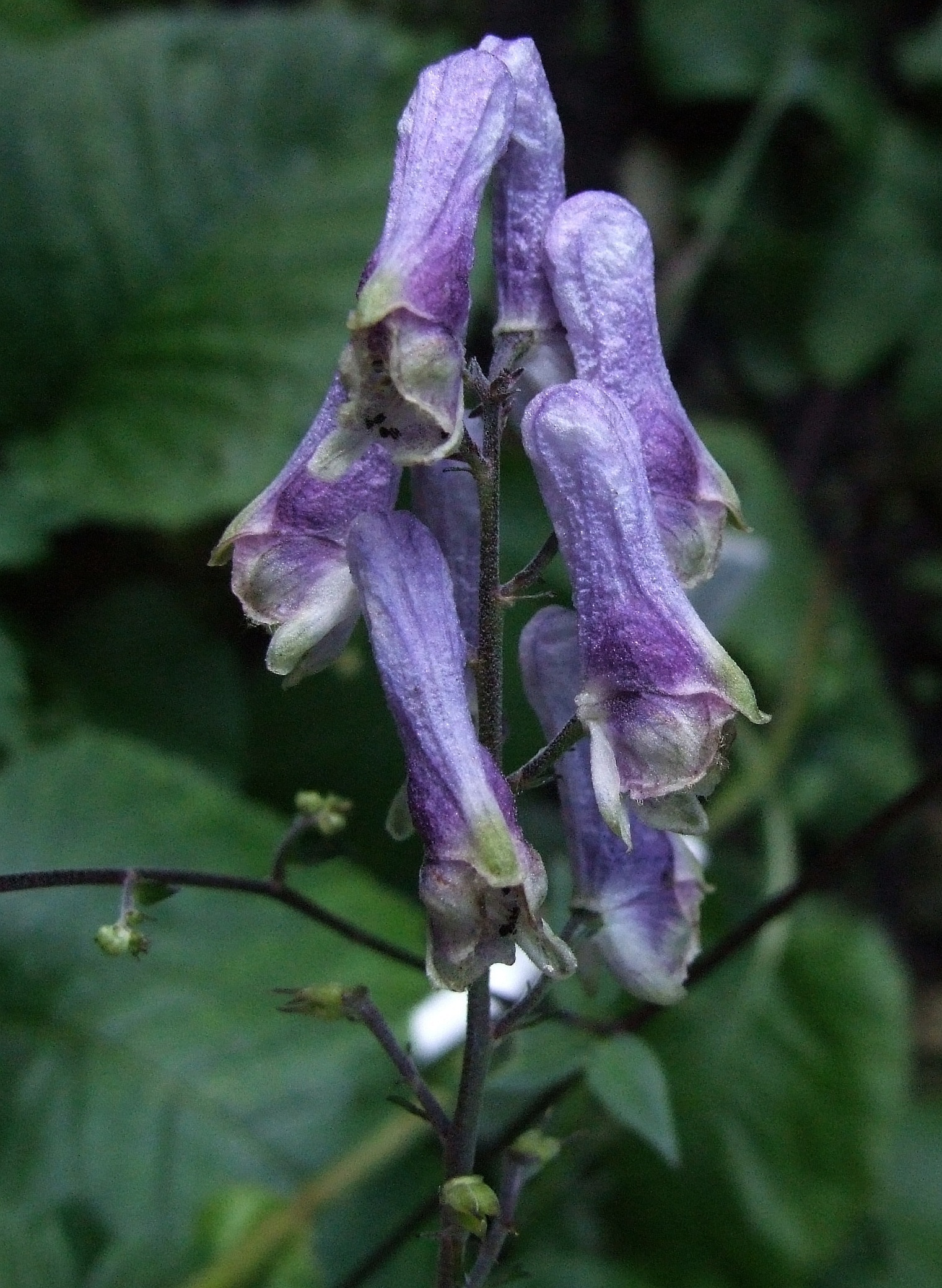
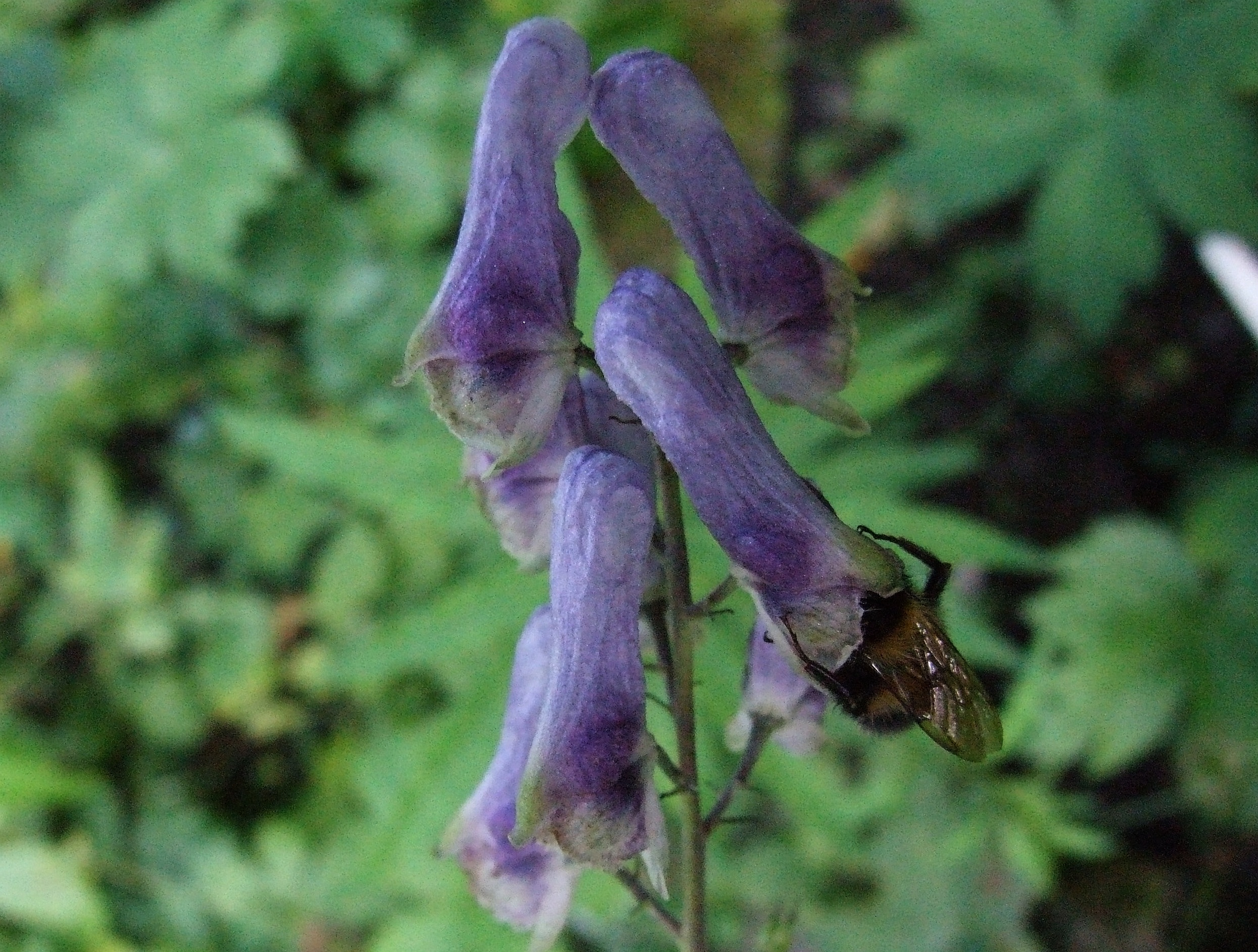